# Râul Călugăreasa, Băiașu
Râul Călugăreasa este un curs de apă, afluent al râului Băiașu.  

## Hărți
- Harta Munții Cozia [nefuncțională – arhivă]